# Чубуков, Семён Исаакович

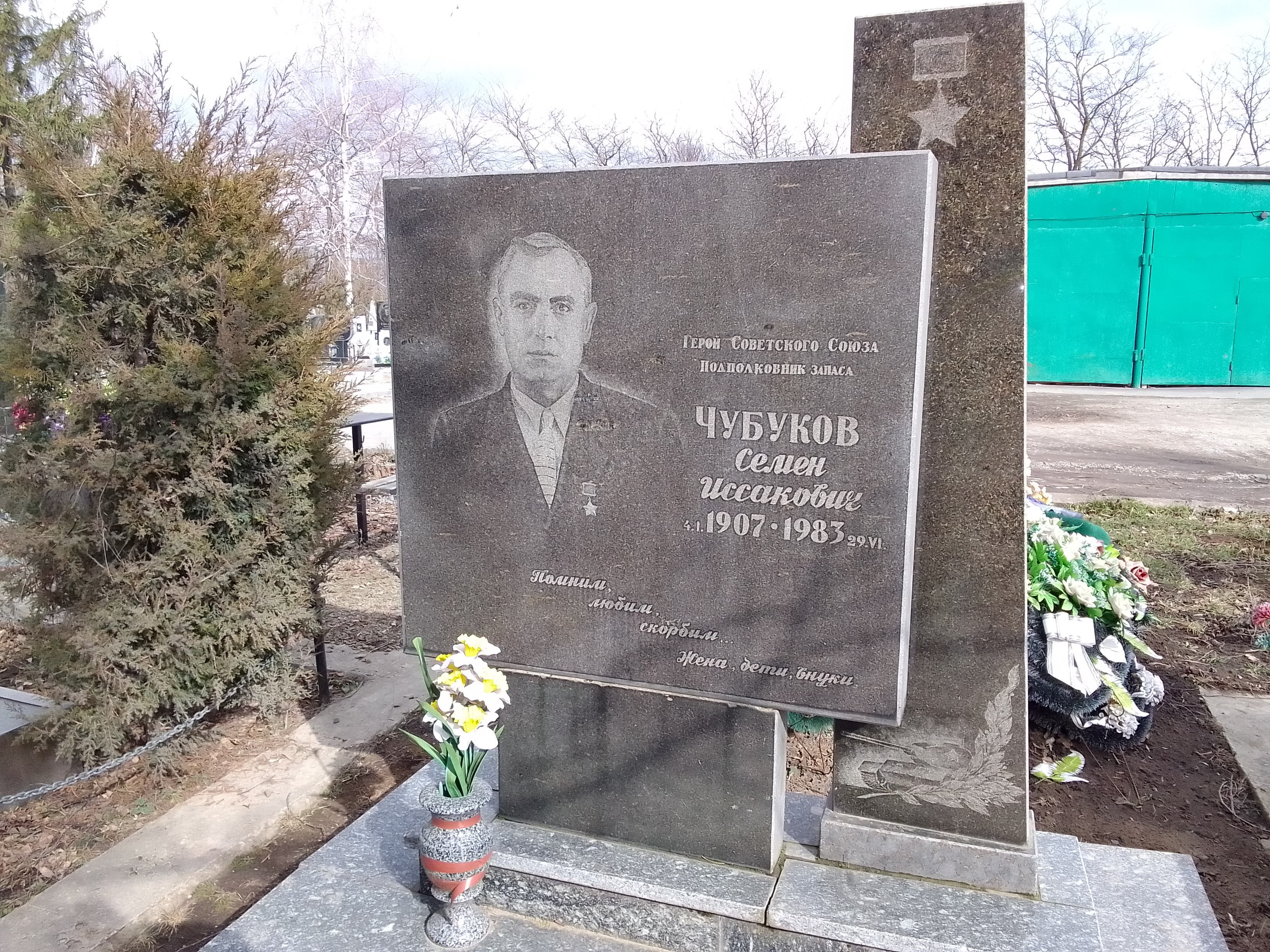
Памятник на могиле Чубукова Семёна Исааковича

Семён Исаакович Чубуков (бел. Сямён Ісакавіч Чубукаў; 4 января 1907, дер. Кузьминичи, Могилёвская область, Белоруссия — 29 июня 1983, Таганрог) — участник Великой Отечественной войны, командир 262-го танкового батальона (70-я танковая бригада, 5-й танковый корпус, Западный фронт), подполковник. Герой Советского Союза (на момент присвоения звания — майор).

## Биография
Родился 4 (по другим данным, 7) января 1907 года в деревне Кузьминичи Российской империи (ныне Чаусский район, Могилёвская область, Белоруссия) в семье крестьянина. Белорус.
В начале 1920-х годов вместе с родителями переехал в село Березовка Больше-Улуйской волости Ачинского уезда. Окончил среднюю школу. Работал бригадиром в коммуне Ачинского района Красноярского края.
В Красной Армии с 1929 года. Член ВКП(б)/КПСС с 1931 года. В 1939 году окончил курсы младших лейтенантов, в 1940 — курсы «Выстрел».
На фронтах Великой Отечественной войны с мая 1942 года. Командир 262-го танкового батальона майор Семён Чубуков отличился в Курской битве. 12 июля 1943 года его батальон первым форсировал реку Вытебеть и, умело взаимодействуя со стрелковыми подразделениями, освободил районный центр село Ульяново, деревню Крапивна и другие населённые пункты Калужской области. Был ранен, но не покинул поля боя.
В 1944 году окончил Курсы усовершенствования офицерского состава, в 1948 — Высшую офицерскую школу бронетанковых и механизированных войск. С 1954 года подполковник С. И. Чубуков — в запасе.
С 1959 по 1974 год работал газооператором на Таганрогском металлургическом заводе.
Жил и работал в Таганроге.
Умер 29 июня 1983 года, похоронен на аллее почётных захоронений Николаевского кладбища в г. Таганроге.

## Награды
- Указом Президиума Верховного Совета СССР от 10 марта 1944 года майору Чубукову Семёну Исааковичу было присвоено звание Героя Советского Союза с вручением ордена Ленина и медали «Золотая Звезда».
- Награждён орденом Ленина, двумя орденами Красного Знамени, орденом Отечественной войны 2 степени, двумя орденами Красной Звезды, а также медалями.

## В воспоминаниях современников
Наиболее решительно и смело действовал передовой отряд бригады — 263-й танковый батальон коммуниста майора Семёна Исааковича Чубукова. Ночью, в кромешной тьме, вошел он в районный центр Ульяново. Это было настолько неожиданно, что гитлеровцы бежали без сопротивления, побросав оружие, боеприпасы и другое имущество. Но уйти далеко им не дали. Комбат отправил обходным манёвром один взвод к деревне Светлый Верх. Этот опорный пункт врага тоже был взят с ходу, а его гарнизон истреблён. Не давая врагу опомниться, майор со взводом танков поспешил к Крапивне. На броне машин были автоматчики. Командирский танк на предельной скорости ворвался на главную улицу села и гусеницами раздавил расположенную здесь артиллерийскую батарею. Это дало возможность остальным машинам беспрепятственно продвигаться вперёд. К 13 часам в Крапивне не осталось ни одного гитлеровца. В бою были уничтожены две артиллерийские батареи, несколько машин, до полусотни солдат и офицеров. Уцелевшие фашисты бежали в Ягодное.

Под Чухлово гитлеровцы отбивались отчаянно, так как этот узел сопротивления прикрывал подступы к штабу их крупного соединения. Танкисты и автоматчики уничтожили там до полусотни оккупантов. На окраине Чухлова бойцы обнаружили многожильный кабель, ведущий, видимо, к штабу. Его перерезали, и это ещё более усилило панику в стане врага. Воспользовавшись смятением фашистов, танкисты напали на штаб, захватили две штабные машины с документами, взяли в плен несколько офицеров. Число пленных ещё более увеличилось после разгрома гарнизона в Мелехове. Здесь майор Чубуков Был ранен, но продолжал управлять боем, пока командир бригады не приказал ему от правиться в медсанбат.

Таким образом, за восемь часов батальон освободил семь населённых пунктов, уничтожил полторы сотни вражеских солдат, одиннадцать орудий, две самоходные пушки, пять автомашин с боеприпасами, обоз с военными грузами, разгромил крупный немецкий штаб, радиостанцию, захватил два десятка пленных. Его же потери — два поврежденных танка и два легко раненных танкиста….

За умелое руководство передовым отрядом, личное мужество и отвагу … Семёну Чубукову, коренному сибиряку-красноярцу, Президиум Верховного Совета СССР присвоил звание Героя Советского Союза. Были награждены и многие другие воины его батальона.
— Герой Советского Союза Маршал Советского Союза Баграмян И. Х. Так шли мы к победе. -М: Воениздат, 1977. - С.212, 213.